# Кременецька районна рада
Кременецька районна рада — районна рада Кременецького району Тернопільської області, з адміністративним центром у місті Кременець.
До складу Кременецького району входять дві об'єднаних териториальних громади та 26 сільських рад, що включають у себе 78 населених пунктів: одне місто — Почаїв (Кременець є містом обласного підпорядкування) та 77 сіл.
Кількість депутатів сільських рад — 344
Населення (станом на 1 січня 2016 р.) становить 68,8 тис. осіб. З них 30 тис. (21 %) — міське населення, 40 тис. (79 %) — сільське.

## Депутатський корпус
1. Баканчук Іван Володимирович (нар. 21.05.1968) — ВО «Свобода»
2. Бас Ганна Романівна (нар. 29.09.1973) — Блок Петра Порошенка «Солідарність»
3. Батьковець Микола Олексійович (нар. 30.06.1974) — ВО «Батьківщина»
4. Березій Ігор Володимирович (нар. 02.08.1969) — Блок Петра Порошенка «Солідарність»
5. Білокур Марія Василівна (нар. 18.03.1979) — Блок Петра Порошенка «Солідарність»
6. Божик Микола Володимирович (нар. 28.08.1983) — Блок Петра Порошенка «Солідарність»
7. Бойко Олександр Павлович (нар. 02.06.1987) — ВО «Свобода»
8. Букай Надія Ярославівна (нар. 18.07.1974) — ВО «Батьківщина»
9. Владика Микола Кіндратович (нар. 24.01.1962) — Блок Петра Порошенка «Солідарність»
10. Галяс Галина Канорівна (нар. 05.04.1964) — ВО «Батьківщина»
11. Дворецький Сергій Остапович (нар. 03.08.1956) — Громадський рух «Народний контроль»
12. Задворна Марія Борисівна (нар. 22.07.1956) — Блок Петра Порошенка «Солідарність»
13. Кісіль Павло Васильович (нар. 16.05.1980) — ВО «Свобода»
14. Костюк Світлана Олександрівна (нар. 01.04.1962) — ВО «Батьківщина»
15. Марутовський Володимир Іванович (нар. 18.03.1952) — Блок Петра Порошенка «Солідарність»
16. Меснікович Михайло Федорович (нар. 20.01.1961) — ВО «Батьківщина»
17. Нижник Галина Петрівна (нар. 06.09.1955) — Радикальна партія Олега Ляшка
18. Петрук Василь Петрович (нар. 06.01.1982) — Блок Петра Порошенка «Солідарність»
19. Півторак Олександр Романович (нар. 02.01.1985) — Радикальна партія Олега Ляшка
20. Поліщук Юрій Ярославович (нар. 16.02.1981) — Радикальна партія Олега Ляшка
21. Потій Василь Калинович (нар. 11.01.1959) — ВО «Батьківщина»
22. Прицюк Микола Петрович (нар. 20.12.1987) — ВО «Батьківщина»
23. Пшевлоцький Роман Вадимович (нар. 30.01.1986) — ВО «Свобода»
24. Савчук Віталій Миколайович (нар. 18.11.1973) — Громадський рух «Народний контроль»
25. Самборський Сергій Адамович (нар. 18.12.1974) — Блок Петра Порошенка «Солідарність»
26. Сімчук Сергій Ростиславович (нар. 09.07.1976) — Блок Петра Порошенка «Солідарність»
27. Січковський Сергій Сергійович (нар. 23.02.1971) — Блок Петра Порошенка «Солідарність»
28. Смаглюк Андрій Миколайович (нар. 14.10.1984) — ВО «Свобода»
29. Сопіга Іван Сергійович (нар. 20.02.1988) — Блок Петра Порошенка «Солідарність»
30. Стефанський Володимир Ананійович (нар. 28.11.1970) — Блок Петра Порошенка «Солідарність»
31. Хижевський Юрій Іванович (нар. 06.05.1979) — Громадський рух «Народний контроль»
32. Цьома Іван Тихонович (нар. 17.12.1964) — ВО «Свобода»
33. Чоповський Микола Федорович (нар. 06.12.1957) — ВО «Свобода»
34. Шумбарець Юрій Іванович (нар. 15.03.1971) — ВО «Батьківщина»

## Депутатські фракції

### Депутатська фракція «Солідарність»
1. Божик Микола Володимирович голова фракції
2. Бас Ганна Романівна
3. Березій Ігор Володимирович
4. Білокур Марія Василівна
5. Владика Микола Кіндратович
6. Задворна Марія Борисівна
7. Марутовський Володимир Іванович
8. Петрук Василь Петрович
9. Самборський Сергій Адамович
10. Сімчук Сергій Ростиславович
11. Січковський Сергій Сергійович
12. Сопіга Іван Сергійович

### Депутатська фракція ВО «Батьківщина»
1. Букай Надія Ярославівна — голова фракції
2. Батьковець Микола Олексійович
3. Галяс Галина Канорівна
4. Костюк Світлана Олександрівна
5. Потій Василь Калинович
6. Прицюк Микола Петрович
7. Шумбарець Юрій Іванович

### Депутатська фракція політичної партії ВО «Свобода»
1. Смаглюк Андрій Миколайович — голова фракції
2. Баканчук Іван Володимирович
3. Бойко Олександр Павлович
4. Кісіль Павло Васильович
5. Пшевлоцький Роман Вадимович
6. Цьома Іван Тихонович
7. Чоповський Микола Федорович

### Депутатська фракція Громадський рух «Народний контроль»
1. Савчук Віталій Миколайович — голова фракції
2. Дворецький Сергій Остапович
3. Хижевський Юрій Іванович

### Депутатська фракція Радикальної партії Олега Ляшка
1. Півторак Олександр Романович — голова фракції
2. Нижник Галина Петрівна
3. Поліщук Юрій Ярославович

## Президія

### Керівництво районної ради

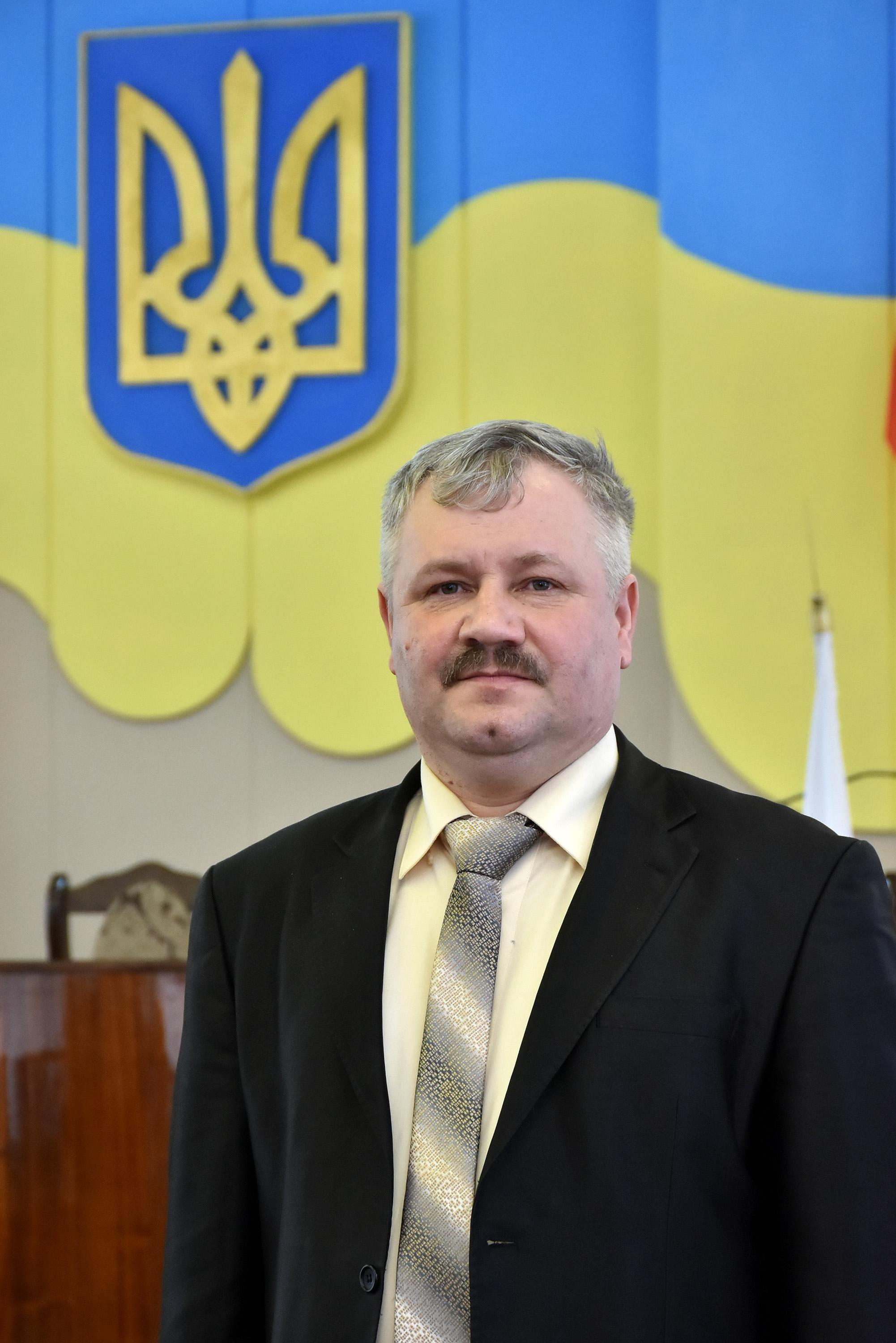
Голова районної ради Володимир Стефанський

- Стефанський Володимир Ананійович — голова районної ради
- Меснікович Володимир Федорович заступник голови районної ради

### Члени президії
- Півторак Олександр Романович  голова комісії з питань регламенту, депутатської етики, місцевого самоврядування законності, прав та свобод громадян
- Сопіга Іван Сергійович  голова комісії з питань соціально-економічного розвитку, фінансів, бюджету, інвестицій, підприємництва та регуляторної політики
- Марутовський Володимир Іванович  голова комісії з питань промисловості, житлово-комунального господарства та комунальної власності
- Бас Ганна Романівна  голова комісії з питань освіти, охорони здоров´я, культури, молоді, спорту, туризму та соціального захисту населення
- Шумбарець Юрій Іванович  голова комісії з питань агропромислового комплексу, земельних відносин, та охорони довкілля

### Уповноважені представники фракцій
- Божик Микола Володимирович  голова фракції «Солідарність»
- Букай Надія Ярославівна  голова фракції ВО «Батьківщина»
- Смаглюк Андрій Миколайович  голова фракції ВО «Свобода»
- Савчук Віталій Миколайович  голова фракції "Громадський рух  «Народний контроль»

### VII скликання
- Кількість депутатських мандатів у раді — 34
- Кількість депутатських мандатів, отриманих кандидатами у депутати за результатами виборів — 34

| Суб'єкт висування                                       | Кількість обраних депутатів | %     |
| ------------------------------------------------------- | --------------------------- | ----- |
| ПАРТІЯ "БЛОК ПЕТРА ПОРОШЕНКА «СОЛІДАРНІСТЬ»             | 13                          | 38,24 |
| політична партія Всеукраїнське об'єднання «Батьківщина» | 8                           | 23,53 |
| політична партія Всеукраїнське об'єднання «Свобода»     | 7                           | 20,59 |
| Радикальна партія Олега Ляшка                           | 3                           | 8,82  |
| ПОЛІТИЧНА ПАРТІЯ "ГРОМАДСЬКИЙ РУХ «НАРОДНИЙ КОНТРОЛЬ»   | 3                           | 8,82  |